# Ignazio Giovanni Cadolini
Ignazio Giovanni Cadolini (Cremona, 4 de novembro de 1794 - Ferrara, 11 de abril de 1850) foi um clérigo, arcebispo e cardeal católico romano.

## vida
Cadolini iniciou seus estudos jurídicos em Bolonha, onde foi recebido pelo delegado apostólico Giacomo Giustiniani, que o levou a Roma como secretário em 1815. Na Sapienza completou seus estudos com a Laurea em 9 de janeiro de 1817 e seguiu Giustiniani, que havia sido nomeado núncio apostólico em Madri, para a Espanha. Lá assumiu a função de auditor da nunciatura e foi ordenado sacerdote em 31 de maio de 1818 .
Nomeado bispo de Cervia em 1826 , Cadolini permaneceu em Madri até 17 de maio de 1827, quando chegou o sucessor de Giustiniani. Depois de chegar à Itália, Cadolini assumiu a liderança de sua diocese. De 1831 a 1832 foi bispo de Foligno , mas manteve a administração de Cervia. Em 1832 substituiu Giovanni Maria Mastai-Ferretti , mais tarde Papa Pio IX, como Arcebispo de Spoleto , continuando a administrar Foligno até 30 de setembro de 1834. Em 1838 foi nomeado Secretário da Congregatio de Propaganda Fide e recebeu o título de Arcebispo Titular de Edessa em Osrhoene .
Papa Gregório XVI o criou no consistório de 27 de janeiro de 1843 cardeal, em 30 de janeiro de 1843 Cadolino foi nomeado arcebispo de Ferrara e incluído como cardeal sacerdote na igreja titular de Santa Susanna no Colégio dos Cardeais . No conclave de 1846 , o Papa Pio IX. escolheu, Cadolini não participou.

## Link externo
- Ignazio Giovanni Cadolini
- catholic-hierarchy.org